# Scutpelecopsis loricata
Scutpelecopsis loricata is een spinnensoort in de taxonomische indeling van de hangmatspinnen (Linyphiidae).
Het dier behoort tot het geslacht Scutpelecopsis. De wetenschappelijke naam van de soort werd voor het eerst geldig gepubliceerd in 2011 door Duma en Tanasevitch.